# موريس إيفانز (ممثل)
موريس إيفانز (بالإنجليزية: Maurice Evans)‏ مواليد 3 يونيو 1901 في دورست، إنجلترا - الوفاة 12 مارس 1989 في شرق ساسكس، إنجلترا، هو ممثل ومنتج أمريكي بدأ مسيرته الفنية سنة 1926. هو من الفائزين بجائزة إيمي. امتدت مسيرته الفنية لأكثر من 57 عاما.

## الأعمال
- كوكب القردة
- طفل روزماري

## روابط خارجية
- موريس إيفانز على موقع IMDb (الإنجليزية)
- موريس إيفانز على موقع الموسوعة البريطانية (الإنجليزية)
- موريس إيفانز على موقع ألو سيني (الفرنسية)
- موريس إيفانز على موقع أول موفي (الإنجليزية)
- موريس إيفانز على موقع قاعدة بيانات برودواي على الإنترنت (الإنجليزية)
- موريس إيفانز على موقع قاعدة بيانات الأفلام السويدية (السويدية)
- موريس إيفانز على موقع إن إن دي بي (الإنجليزية)
- موريس إيفانز على موقع ديسكوغز (الإنجليزية)
- موريس إيفانز على موقع قاعدة بيانات الفيلم (الإنجليزية)
- موريس إيفانز على موقع كينوبويسك (الروسية)